# Internalisateur systématique
En finance, l'internalisateur systématique (en anglais : systematic internaliser) est une catégorie de prestataire de services d'investissement qui exécute certains ordres de ses clients en dehors d'un marché réglementé ou d'un système multilatéral de négociation, en se portant directement contrepartie des ordres de ses clients.

## Historique
L'internalisation systématique des ordres est possible depuis l'entrée en vigueur de la Directive européenne sur les marchés d'instruments financiers de 2004, le 1er novembre 2007, et qui autorise la concurrence entre bourses, systèmes multilatéraux de négociation et internalisateurs systématiques au sein de l'Union Européenne.

## Définition

### Internalisateur systématique pour compte propre
Intermédiaire financier qui, pour certaines valeurs mobilières précises et dans des quantités précises (définies à l’avance et affichées officiellement), se porte lui-même contrepartie des ordres d’achat/vente émis par ses clients.
Par exemple, si le titulaire d'un compte-titres chez BNP commande l’achat de 100 actions Renault au prix du marché (ou moins), et que le prix du marché correspond au prix à partir duquel les gestionnaires du compte propre de BNP ont défini officiellement qu'ils étaient prêts à vendre leurs actions Renault, alors BNP vendra directement ses actions Renault à son client, au lieu d’aller les acheter sur Euronext auprès de quelqu’un d’autre et de les transmettre à son client.

### Internalisateur simple (entre clients d’un même intermédiaire)
Intermédiaire financier qui lorsqu’il reçoit de deux de ses clients des ordres d’achat/vente respectivement compatibles, va apparier les ordres de ses clients comme contreparties respectives de leurs ordres, au prix du moment sur le marché réglementé. L'internalisation simple se distingue de la pratique où l'intermédiaire va transmettre les deux ordres sur une bourse, et où finalement ce sont des agents externes à l'intermédiaire qui seront contreparties des clients de l'intermédiaire.
Pour les clients, la différence entre d'une part l'internalisation simple, et d'autre part le fait de voir son intermédiaire aller acheter/vendre le titre sur la bourse, réside dans l’obtention d’un rabais pas où moins significatif sur les frais de transaction facturés par l'intermédiaire. En effet, celui-ci réalise lui-même l’économie des frais de transaction facturés par la bourse.

## Acteurs
Plusieurs banques ont annoncé leur volonté de se constituer en internalisateur systématique, dont BNP Paribas en octobre 2007 et Crédit Agricole Cheuvreux en septembre 2008. En janvier 2018, Natixis a annoncé opter également pour ce statut, sur une gamme définie de produits.